# Helicycle
Helicycle je enosedežni ultralahki helikopter s turbogrednim motorjem. Proizvaja ga ameriško podjetje Eagle R&D iz Idaha, helikopter se kupi v "kit" obliki za amatersko sestavljanje. Zasnoval ga je B.J. Schramm, ustanovitelj podjetja RotorWay International.

## Specifikacije (Helicycle)
Podatki iz Eagle R&D
Splošne karakteristike
- Posadka: one
- Dolžina: 20 ft 10 in (6,35 m)
- Premer rotorja: 19 ft 10 in (6,05 m)
- Višina: 7 ft 4 in (2.23 m)
- Površina rotorjev: 308 ft² (28,6 m²)
- Teža praznega letala: 500 lb (227 kg)
- Uporaben tovor: 220 lb (100 kg)
- Maks. vzletna teža: 850 lb (386 kg)
- Pogon letala: 1 ×  Turbogredni motor Solar T62-T32, 150 KM (112 kW)

 Zmogljivost 
- Maks. hitrost: 96 vozlov (110 mph, 177 km/h)
- Potovalna hitrost: 83 vozlov (95 mph, 153 km/h)
- Doseg: 140 nmi (160 milj, 257 km)
- Višina leta: 11 000 ft (3353 m)
- Hitrost vzpenjanja: 900 ft/min (4,6 m/s)